# Bistum Włocławek
Das Bistum Włocławek (auch Bistum Leslau; lateinisch Dioecesis Vladislaviensis, polnisch Diecezja włocławska) ist eine römisch-katholische Diözese mit Sitz in Włocławek (Leslau).

## Geschichte

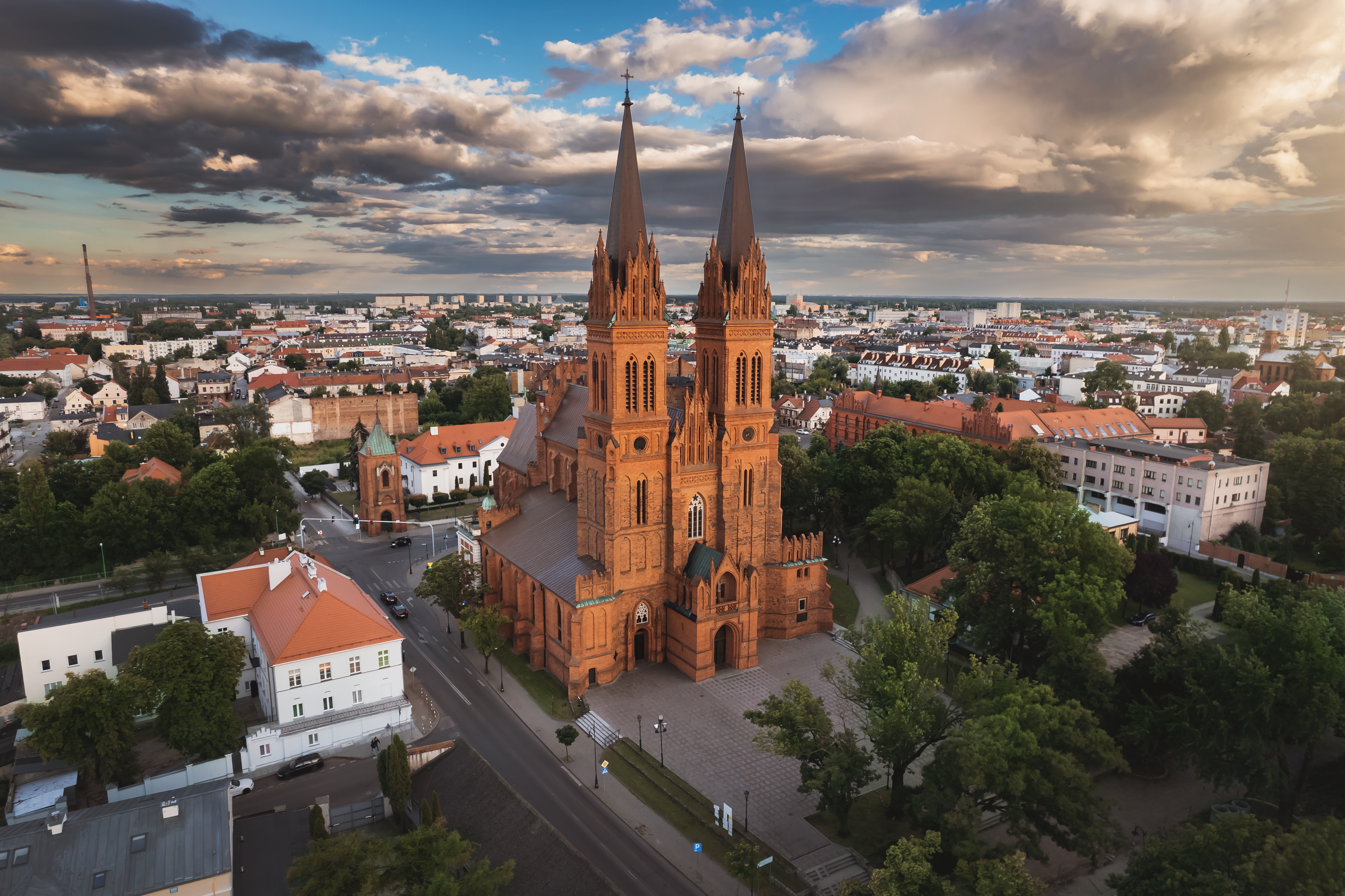
Kathedrale in Włocławek

Das Bistum Włocławek (Bistum Leslau) wurde im Jahre 996 errichtet. Im Jahre 1000 wurde es dem Erzbistum Gniezno als Suffraganbistum unterstellt. Ab dem 12. Jahrhundert führte das Bistum den Namen Bistum Kujawien und Pommern.
Am 16. August 1569 wurde das Priesterseminar des Bistums Kujawien und Pommern gegründet. Das Bistum Kujawien und Pommern wurde am 30. Juni 1818 durch Papst Pius VII. mit der Päpstlichen Bulle Ex imposita nobis in Bistum Kujawien-Kalisz umbenannt und dem Erzbistum Warschau als Suffraganbistum unterstellt. Der Bischofssitz war Kalisz.
Das Bistum Kujawien-Kalisz wurde am 28. Oktober 1925 durch Papst Pius XI. mit der Päpstlichen Bulle Vixdum Poloniae unitas in Bistum Włocławek umbenannt und dem Erzbistum Gniezno als Suffraganbistum unterstellt. Der Bischofssitz wurde von Kalisz nach Włocławek verlegt. Der von Papst Johannes Paul II. erlassenen Apostolischen Konstitution Totus Tuus Poloniae populus folgend gab das Bistum Włocławek am 25. März 1992 Teile seines Territoriums zur Gründung des Bistums Kalisz ab.
2004 wurde die Basilika der Muttergottes von Licheń in Licheń Stary geweiht.

## Bistumspatrone
- Josef 19. März
- Bogumił von Gnesen 10. Juni